# هيئة الإذاعة والتلفزيون السعودية
هيئة الإذاعة والتلفزيون السعودية (بالإنجليزية: Saudi Brodcasting Authority) هي هيئة حكومية سعودية تتمتع بشخصية اعتبارية واستقلالية مالية تابعة لوزارة الإعلام السعودية، تسعى لإيصال رسالة المملكة العربية السعودية إلى جميع المناطق محلياً وعالمياً بالكلمة والصورة، ورفع مستوى الأداء الإذاعي والتلفزيوني وتطويرهما.
تتبع لها عدة قنوات حكومية ورسمية ما بين تلفزيونية وإذاعية، وهي قناة القرآن الكريم، وقناة السنة النبوية، وقناة السعودية، وقناة SBC، وقناة الإخبارية، وقنوات KSA Sports، وقناة ذكريات، ومن الإذاعات إذاعة القرآن الكريم، والسعودية، وجدة، والرياض، وإذاعة نداء الإسلام.

## القنوات والإذاعة التابعة للهيئة[1]
|   | إسم القناة         | التعريف بها                                                                                           |
| - | ------------------ | --- |
| 1 | قناة القرآن الكريم | قناة مخصصة للقرآن الكريم تبث من المسجد الحرام بمكة المكرمة.                                           |
| 2 | قناة السنة النبوية | قناة مخصصة لبث الأحاديث النبوية وتبث من المسجد النبوي بالمدينة المنورة.                               |
| 3 | قناة السعودية      | القناة الرسمية للمملكة تبث العديد من البرامج المتنوعة والمسلسلات اضافة إلى إعلانات المملكة الرسمية.   |
| 4 | قناة الإخبارية     | تبث الأخبار المحلية والعربية والعالمية على مدار الساعة.                                               |
| 5 | قناة SBC           | قناة ترفيهية عائلية، تقدم برامج مسلسلات متنوعة.                                                       |
| 6 | القنوات الرياضية   | مجموعة قنوات تبث الاحداث الرياضية المختلفة والدوري السعودي.                                           |
| 7 | قناة أجيال         | قناة مخصصة للأطفال.                                                                                   |
| 8 | قناة ذكريات        | قناة ترفيهية عائلية، تبث البرامج التلفزيونية القديمة التي كانت تبث البرامج القديمة للتلفزيون السعودي. |

|   | إسم الإذاعة        | التعريف بها                                                                                          |
| - | ------------------ | --- |
| 1 | إذاعة السعودية     | هي إذاعة متنوعة البرامج يغطي بثها كافة المناطق السعودية.                                             |
| 2 | إذاعة جدة          | إذاعة تبث من مدينة جدة، متنوعة البرامج مابين فنية وثقافية واجتماعية.                                 |
| 3 | إذاعة الرياض       | تبث من مدينة الرياض تهتم بكل ما يتعلق بمدينة الرياض، إضافة إلى اهتمامها بالبرامج العائلية والشبابية. |
| 4 | إذاعة نداء الإسلام | إذاعة تنقل الصلوات من الحرمين الشريفين إضافة إلى بث البرامج الدينية المختلفة.                        |
| 5 | إذاعة خزامى        | أول إذاعة سعودية رسمية متخصصة بالطرب السعودي والخليجي الأصيل.                                        |

## جوائز
- حصلت الهيئة في مسابقات التبادل الإذاعي والتلفزيوني للعام 2017م والمقامة ضمن فعاليات الدورة الـ 19 للمهرجان العربي للإذاعة والتلفزيون بتونس، على الجائزة الأولى في صنف التبادلات الإذاعية للعام 2017م، فيما حصل التلفزيون السعودي على جائزة التبادلات التلفزيونية الشاملة لعام 2017م، وجائزة التبادلات البرامجية التلفزيونية.[4]
- وفازت هيئة الإذاعة والتلفزيون متمثلة في قناة SBC في عام 2018م بأعلى جائزة إعلانية عن فئة الترفيه والرياضة على مستوى الشرق الأوسط ضمن جائزة «إيفي» (Effieawards) العالمية، عن حملتها التشويقية والترويجية التي واكبت انطلاق بث القناة.[4]

## الإذاعة تخاطب العالم
في عام 2021م استقطبت هيئة الإذاعة والتلفزيون، عددًا من الكفاءات الوطنية لتعزيز جودة المادة الإعلامية المقدمة للجماهير عبر الموجات الإذاعية الدولية من خلال 15 لغة تتمثل في لغات (العبري، الفارسي، الروسي، الصيني، الياباني، الإسباني، الفرنسي، الأوردو، البنغلاديشي، البشتو، التركي، التركستاني، الصومالي، السواحيلي، الإندونيسي).
وتعمل الهيئة ممثلة في قسم الإذاعات الدولية على إضافة القدرات الإبداعية في مجال صناعة المحتوى إلى الإمكانيات اللغوية للكفاءات المستقطبة من خلال عقد دورة تدريبية بعنوان «جيل واعد.. لمستقبل مشرق»، وانتقاء أفضل الكفاءات الأكاديمية في أقسام الإعلام بجامعات المملكة وخبراء صناعة المحتوى من ذوي الخبرات الإعلامية المهنية، والتجارب السياسية، لرفع مستوى المخرجات الإذاعية، واستثمار الكوادر الوطنية.

## الإذاعة الإخبارية
أطلقت هيئة الإذاعة والتلفزيون أول إذاعة إخبارية في السعودية في عام 2022م، بالتزامن مع اليوم العالمي للإذاعة الموافق 13 فبراير، وتعد الإذاعة الإخبارية الأولى من نوعها في السعودية، وستكون الفرع الإذاعي من قناة الإخبارية، وذلك في خطوة تستهدف من خلالها الهيئة استكمال مسيرتها في التركيز على المحتوى المحلي والاتجاه نحو التخصص.

## إذاعة خزامى
في 10 أبريل 2024 بدأت إذاعة خزامى البث، وتعد أول إذاعة سعودية رسمية متخصصة بالطرب السعودي والخليجي الأصيل، وتبث عبر الأثير جلساتها الفنية والفلكلور الشعبي لمستمعيها، بجانب تقديم المواهب الغنائية الشابة الجديدة، وإبراز الفلكلور الموسيقي السعودي. وإذاعة خزامى تبدأ بثها تحت مظلة هيئة الإذاعة والتلفزيون، وتعد جزءاً من جهود السعودية لتعزيز الثقافة الموسيقية.

## أكاديمية هيئة الإذاعة والتلفزيون للتدريب
في 7 أغسطس 2023 دشن وزير الإعلام السعودي «أكاديمية هيئة الإذاعة والتلفزيون للتدريب» وتقنية البث الإذاعي الرقمي «+DAB».